# Linia 3 metra w Paryżu
Linia 3 paryskiego metra jest trzecią linią zbudowaną w Paryżu w 1904 roku. Ostatnio rozbudowywana w 1971 r. Obecnie obsługiwana przez składy typu MF 67.

## Lista stacji
| #  | Nazwa                     | Miejscowość/dzielnica                      | Otwarcie | Możliwe przesiadki | Liczba pasażerów (2021) | Pozycja w całym systemie względem liczby pasażerów (2021) |
| -- | ------------------------- | ------------------------------------------ | -------- | ------------------ | ----------------------- | --------------------------------------------------------- |
| 1  | Pont de Levallois – Bécon | Levallois-Perret                           | 1937     | –                  | 2 984 777               | 111                                                       |
| 2  | Anatole France            | Levallois-Perret                           | 1937     | –                  | 2 311 825               | 147                                                       |
| 3  | Louise Michel             | Levallois-Perret                           | 1937     | –                  | 2 319 185               | 145                                                       |
| 4  | Porte de Champerret       | 17. dzielnica                              | 1911     | –                  | 2 101 673               | 170                                                       |
| 5  | Pereire Maréchal Juin     | 17. dzielnica                              | 1910     |                    | 3 130 190               | 97                                                        |
| 6  | Wagram                    | 17. dzielnica                              | 1910     | –                  | 1 508 617               | 235                                                       |
| 7  | Malesherbes               | 17. dzielnica                              | 1910     | –                  | 1 427 143               | 241                                                       |
| 8  | Villiers                  | 8. dzielnica; 17. dzielnica                | 1904     |                    | 3 586 376               | 72                                                        |
| 9  | Europe Simone Veil        | 8. dzielnica                               | 1904     | –                  | 1 106 459               | 275                                                       |
| 10 | Saint-Lazare              | 8. dzielnica; 9. dzielnica                 | 1904     |                    | 33 128 384              | 2                                                         |
| 11 | Havre – Caumartin         | 9. dzielnica                               | 1904     |                    | 5 894 982               | 21                                                        |
| 12 | Opéra                     | 2. dzielnica; 9. dzielnica                 | 1904     |                    | 5 193 831               | 32                                                        |
| 13 | Quatre-Septembre          | 2. dzielnica                               | 1904     | –                  | 1 165 004               | 265                                                       |
| 14 | Bourse                    | 2. dzielnica                               | 1904     | –                  | 1 725 043               | 205                                                       |
| 15 | Sentier                   | 2. dzielnica                               | 1904     | –                  | 2 222 744               | 156                                                       |
| 16 | Réaumur – Sébastopol      | 2. dzielnica; 3. dzielnica                 | 1904     |                    | 3 579 544               | 73                                                        |
| 17 | Arts et Métiers           | 3. dzielnica                               | 1904     |                    | 2 403 042               | 140                                                       |
| 18 | Temple                    | 3. dzielnica                               | 1904     | –                  | 891 858                 | 287                                                       |
| 19 | République                | 3. dzielnica; 10. dzielnica; 11. dzielnica | 1904     |                    | 11 079 708              | 7                                                         |
| 20 | Parmentier                | 11. dzielnica                              | 1904     | –                  | 2 037 234               | 175                                                       |
| 21 | Rue Saint-Maur            | 11. dzielnica                              | 1904     | –                  | 2 004 445               | 178                                                       |
| 22 | Père Lachaise             | 11. dzielnica; 20. dzielnica               | 1904     |                    | 3 465 307               | 81                                                        |
| 23 | Gambetta                  | 20. dzielnica                              | 1905     |                    | 4 796 724               | 42                                                        |
| 24 | Porte de Bagnolet         | 20. dzielnica                              | 1971     |                    | 3 085 790               | 101                                                       |
| 25 | Gallieni Parc de Bagnolet | Bagnolet                                   | 1971     | –                  | 3 899 195               | 60                                                        |